# 方雲鶴
方雲鶴（1479年—？），字鳴皋，浙江杭州府余杭县（今杭州市余杭区）人，軍籍。明朝政治人物，同进士出身。

## 生平
治《易經》，行四，由國子生中式己卯科（1519年）應天府鄉試第二十六名舉人，年四十五歲中式嘉靖二年（1523年）癸未科會試第二百十三名，第三甲第四十二名進士。授福清县知县。官至工部郎中。

## 家族
曾祖方禎。祖父方琳。父方傑，義官。母金氏；继母杨氏。永感下。兄雲鸿、雲鹏、雲鳳、弟雲龍、雲鸞、新。